# Bowers (Delaware)
Bowers è un comune degli Stati Uniti, situata nella Contea di Kent, nello Stato del Delaware. Secondo il censimento del 2000 la popolazione era di 305 abitanti. Appartiene all'area micropolitana di Dover.

## Geografia fisica
Secondo i rilevamenti dello United States Census Bureau, il comune di Bowers si estende su una superficie totale di 0,8 km², tutti quanti occupati da terre.

## Popolazione
Secondo il censimento del 2000, a Bowers vivevano 305 persone, ed erano presenti 81 gruppi familiari. La densità di popolazione era di 410 ab./km². Nel territorio comunale si trovavano 224 unità edificate. Per quanto riguarda la composizione etnica degli abitanti, il 91,48% era bianco, il 5,25% era afroamericano e lo 0,98% era asiatico. Il restante 2,30% della popolazione apparteneva ad altre razze o a più di una.
Per quanto riguarda la suddivisione della popolazione in fasce d'età, il 20,7% era al di sotto dei 18, il 7,5% fra i 18 e i 24, il 31,8% fra i 25 e i 44, il 23,3% fra i 45 e i 64, mentre infine il 16,7% era al di sopra dei 65 anni di età. L'età media della popolazione era di 39 anni. Per ogni 100 donne residenti vivevano 96,8 maschi.